# Sidi Jaber
Sidi Jaber  (in arabo سيدي جابر‎?) è un centro abitato e comune rurale del Marocco situato nella provincia di Béni Mellal, regione di Béni Mellal-Khénifra. Conta una popolazione di 20 432 abitanti (censimento 2014).